# Utrecht (provins)
 For alternative betydninger, se Utrecht (flertydig). (Se også artikler, som begynder med Utrecht)
Utrecht er en nederlandsk provins, beliggende i den centrale del af Nederlandene.
Provinsen grænser op Zuid-Holland og Gelderland mod syd, Zuid-Holland mod vest, Flevoland og Noord-Holland mod nord, og Gelderland mod øst. Utrecht har et samlet areal på 1.560,05 km2, hvoraf 74,59 km2 udgøres af vand. Provinsen har 1.400.187 indbyggere (1. januar 2024).
Utrechts hovedstad og største by hedder også Utrecht, hvor den lokale provinsadministration holder til. Kongens kommissær (nederlandsk: Commisaris van de Koning) i Utrecht hedder Willibrord van Beek. Demokraterne 66 (D66) og Folkepartiet for Frihed og Demokrati (VVD) er med 9 sæder hver de to største partier i provinsrådet. Kristendemokratisk Appel (CDA) er det næststørste parti, mens Arbejderpartiet (PvdA) er rådets tredje største parti.

## Geografi
Utrecht ligger i den centrale del af Nederlandene. Den grænser op til provinserne Flevoland og Noord-Holland i nord, Zuid-Holland i vest, og Gelderland og Zuid-Holland i syd. I øst grænser Utrecht op til Gelderland.
Utrecht er Nederlandenes mindste provins. Den har et samlet areal på 1.560 km2, hvoraf 74 km2 udgøres af vand. Eksklusive vand er Utrecht ligeledes Nederlandenes mindste provins.

### Underinddelinger
Utrecht består kun af ét COROP-område: Utrecht. COROP-enhederne bruges af staten i forbindelse med statistik og analyse.
Utrecht består af 26 kommuner. Utrecht er provinsens folkerigeste kommune, mens Vijfheerenlande arealmæssigt er Utrechts største kommune. Renswoude har det laveste indbyggertal såvel som mindste areal.
| Kommune             | Indbyggere | Areal      | COROP-område |
| ------------------- | ---------- | ---------- | ------------ |
| Amersfoort          | 160.902    | 62,86 km2  | Utrecht      |
| Baarn               | 25.032     | 32,53 km2  | Utrecht      |
| De Bilt             | 43.871     | 66,30 km2  | Utrecht      |
| Bunnik              | 15.997     | 36,95 km2  | Utrecht      |
| Bunschoten          | 22.507     | 30,44 km2  | Utrecht      |
| Eemnes              | 9.618      | 31,06 km2  | Utrecht      |
| Houten              | 50.593     | 55,41 km2  | Utrecht      |
| IJsselstein         | 33.501     | 21,15 km2  | Utrecht      |
| Leusden             | 31.514     | 58,63 km2  | Utrecht      |
| Lopik               | 14.698     | 75,75 km2  | Utrecht      |
| Montfoort           | 13.911     | 37,69 km2  | Utrecht      |
| Nieuwegein          | 65.540     | 23,66 km2  | Utrecht      |
| Oudewater           | 10.237     | 39,11 km2  | Utrecht      |
| Renswoude           | 5.748      | 18,42 km2  | Utrecht      |
| Rhenen              | 20.332     | 42,08 km2  | Utrecht      |
| De Ronde Venen      | 45.664     | 100,77 km2 | Utrecht      |
| Soest               | 47.423     | 46,25 km2  | Utrecht      |
| Stichtse Vecht      | 65.755     | 96,62 km2  | Utrecht      |
| Utrecht             | 368.024    | 94,33 km2  | Utrecht      |
| Utrechtse Heuvelrug | 50.353     | 132,24 km2 | Utrecht      |
| Veenendaal          | 68.563     | 19,51 km2  | Utrecht      |
| Vijfheerenlande     | 60.184     | 153,31 km2 | Utrecht      |
| Wijk bij Duurstede  | 24.000     | 47,56 km2  | Utrecht      |
| Woerden             | 53.253     | 89,35 km2  | Utrecht      |
| Woudenberg          | 14.410     | 39,53 km2  | Utrecht      |
| Zeist               | 66.612     | 48,51 km2  | Utrecht      |

## Demografi
Utrecht har et indbyggertal på 1.387.657 indbyggere (31. januar 2023) og en befolkningstæthed på 935 indbyggere per km2. Det er Nederlandenes femte største provins målt på antal indbyggere. Utrecht har desuden Nederlandenes tredje højeste befolkningstæthed. Kun Zuid-Holland, Noord-Holland, Noord-Brabant og Gelderland har flere indbyggere. Utrecht er provinsens folkerigeste kommune.

## Politik
Provinsrådet i Utrecht (nederlandsk: Provinciale Staten) består af 49 medlemmer med kongens kommissær i spidsen. Den nuværende kommissær er Willibrord van Beek fra Folkepartiet for Frihed og Demokrati (VVD). Han afløste Roel Robbertsen (2007-2013) fra Kristendemokratisk Appel (CDA) 15. september 2013. Utrechts provinsråd vælges af Utrechts indbyggere, mens kommissæren udpeges af kongen og den nederlandske regering. D66 og VVD er med 9 sæder hver de to største partier i provinsrådet. Den daglige ledelse varetages af en lille styrelse (nederlandsk: Gedeputeerde Staten), hvis medlemmer (nederlandsk: gedeputeerden) kan sammenlignes med ministrene i en regering. Styrelsen ledes af kommissæren.

## Personer fra Utrecht
- Pave Hadrian 6., den hidtil eneste nederlandske pave
- C.H.D. Buys Ballot, kemiker og meterolog
- Piet Mondrian, billedkunstner
- Gerrit Rietveld, arkitekt og møbeldesigner
- Theo van Dursburg, billedkunstner